# Snowboard Kids 2
Snowboard Kids 2 (超スノボキッズ, chō sunobo kizzu) é um jogo eletrônico de Snowboard desenvolvido pela Racjin e publicado pela Atlus, lançado para Nintendo 64 em 19 de fevereiro de 1999 no Japão e em 2 de março de 1999 na América do Norte. Snowboard Kids 2 é a continuação de Snowboard Kids, lançado em 12 de dezembro de 1997 no Japão, 3 de maio de 1998 na América do Norte e na Austrália e Reino Unido em 23 de abril de 1998.

## Gameplay
Snowboard Kids 2 mantém a jogabilidade de seu antecessor, porém faz algumas alterações na mecânica do jogo.
O jogo principal é separado em dois modos. No modo história (Story Mode) ele une os jogos de batalha nas corridas e as habilidades da edição anterior; também introduz estágios chefe recorrentes depois de um determinado número de corridas, e uma cidade hub que substitui o menu do jogo. O modo batalha (Battle Mode) tem recursos multi-player e corridas personalizadas. Há também uma corrida de treinamento que ensina a mecânica do jogo, e está disponível na tela de menu.
Quatro novos personagens são introduzidos e um está ausente do jogo anterior, perfazendo um total de nove caracteres. Apenas os seis caracteres de arranque pode ser utilizado no modo de história, enquanto todos os nove caracteres pode ser utilizado no modo de batalha, desde que os três restantes são desbloqueados. Os cinco personagens que retornam estão hevily redesenhado, e cada personagem tem agora um conjunto de quatro trajes para caber dentro com os diferentes temas das raças.
O jogo apresenta um total de quinze cursos. Como o jogo anterior, os temas e terrenos das raças não se restringem apenas à neve, agora com uma ilha tropical, um castelo, uma casa assombrada, e até mesmo espaço. Modo de história apresenta os nove cursos de corrida padrão, três cursos de habilidade de jogo e três etapas do chefe; estes são versões de cursos de corrida modificado com mudanças na hora do dia, tempo e / ou aos riscos do curso. Todos eles podem ser jogados como cursos de corrida no modo Battle.Todos os cursos têm agora uma contagem de 3 voltas padrão, que pode ser personalizado para Battle Mode.
Novas adições e mudanças foram feitas para os itens e Tiros também. Todos eles foram redesenhados, os tiros foram renomeados Armas, e ambos os grupos receberam acréscimos. Mudanças também foram feitas nos efeitos desses power-ups: por exemplo, o pastelão tem um novo efeito tornar o jogador afetado moedas de perder, o tempo de congelamento do tiro congelamento foi reduzida, e a frigideira agora tem um efeito tempo padrão que não é afetada, pressionando botões.
As manobras especiais (que eram diferentes para cada caractere e necessárias ao jogador executar um combo) foram substituídos pela capacidade de fazer vários truques, enquanto no ar. Outra novidade é a capacidade de repelir ataques de armas através da realização de um truque ou Board Grab na iminência do hit. O jogador também pode olhar para trás pressionando o botão R.

## Personagens
Corte Kamei , dublado por Chiaki Morita (japonês), Lani Minella (em Inglês): Ele é um menino ativo e barulhento, e é visto ao longo do jogo para ser simpático e brincalhão com a maioria dos personagens, sendo amigo de Tommy desde idades mais precoces e melhor amigos com geléia. Ele também é mostrado ao lado Jam irritante Linda e às vezes as outras meninas. Slash é um tipo All-around - ele é o personagem mais equilibrada no jogo com estatísticas médias de velocidade, girando, e salto e é o melhor personagem para iniciantes, e também é o personagem jogadores usar enquanto estiver no modo de treinamento.
Nancy Neil , dublado por Rio Natsuki (japonês), Julie Noble (em Inglês): Ela é uma garota legal e confiável, doce a todos e sempre tenta, sem sucesso, para fazer Linda e Slash coisas configurar e se dão muito bem. Caso contrário, ela não será afetada por suas lutas. Ela parece ser a melhor amiga de Linda. Nancy é mostrado para ser Amante de animais bonitos, como coelhos e borboletas, e muito grato da natureza em geral. Ela é um tipo de truque, bom em transformar e saltos, mas carece de velocidade, de modo que ela é a mais utilizada em cursos que têm caminhos estreitos e curvas difíceis.
Jam Kuehnemund , dublado por Junichi Suwabe (japonês), Mike Muratre (Inglês): Jam é um menino vaidoso e pensa muito muito de si mesmo. Ele pode ser encontrado break-dancing, comendo um sanduíche, causando estragos ou provocando Linda com Slash, embora ele também pode ser visto discutindo ou brigando com seu amigo devido ao seu mau humor. Ele é também, um caráter All-around equilibrada semelhante à barra. Ele às vezes é visto conversando com Wendy na neve Cidade Downtown no modo Story, e é implicado por seu diálogo que eles estão namorando.
Linda Maltinie , dublado por Rio Natsuki (japonês), Julie Noble (em Inglês): Linda é uma menina muito rica que vive em um castelo situado em uma seção de Neve cidade que parece não afetado pela neve e permanece verde e gramado. Embora agindo como um moleque esnobe, às vezes, ela tem bom coração e bom para a maioria dos personagens, e está constantemente a ser insultado por Slash e Jam, o que faz com que ela perca seu temperamento e perseguir os dois rapazes até que ela pega ou perdê-los. Ela também é muito competitivo. Ela é um tipo de velocidade, rápido, mas falta um pouco em transformar e truques.
Tommy Parsy , dublado por Kōichi Tochika (japonês), Ari Rossi (Inglês): Tommy, apesar de ser um snowboarder qualificados, praticamente prefere alimentos sobre a concorrência, o que lhe um menino de excesso de peso faz. Ele é bom para todo mundo e tem sido amigos com Slash desde a sua infância e. Ele é um tipo de velocidade que compensa sua baixa estatísticas de torneamento e truque com velocidade ofuscante, sendo o personagem mais rápido amarrado com Mr Dog. Ele é uma boa escolha para os jogadores mais experientes.
Wendy pista , dublado por Shizuka Ishikawa (japonês), Lani Minella (Inglês): Wendy é uma adição à série. Ela é uma criança que adora inventar coisas. Ela é, de fato, como o inventor do foguete e de uma nave espacial que serve como sua casa e também leva as crianças para Starlight estrada. Ela é gentil com todos e tem os mesmos atributos de Nancy, tornando-a um tipo de truque. Wendy às vezes é visto conversando com Jam na neve Cidade Downtown no modo Story, e é implicado por seu diálogo que eles estão namorando.

### Personagens desbloqueáveis
Damien , dublado por Chiaki Morita (japonês), Lani Minella (Inglês): Damien (conhecido como Kid preto na versão japonesa original) é um menino brilhante,azul,mas muito estúpido e malvado. Ao longo da história ele está constantemente tentando interferir com os jogos de outras crianças ou atividades, mas seus planos falham (geralmente comicamente) e muitas vezes é pego no fogo cruzado dos argumentos dos outros. Ele vive em uma casa em um local secreto de Neve Town, e tem um laboratório em Ice Land. Damien também parece ter uma queda por Nancy, mas ele não consegue falar com ela. Seu tipo de personagem não é especificado no jogo, embora ele tem bons números em todas as estatísticas. Ele pode ser desbloqueado, batendo o modo Story.
Treinador , dublado por Kōichi Tochika (japonês), Mike Muratre (Inglês): Este pinguim é um professor de Snowboard árdua, e é mostrado em um episódio de modo Story como professor de snowboard das crianças, bem como o "malandro mestre" de Neve Cidade. Ele é o que você corrida NPC contra quando em modo de treino. Ele é um tipo de truque com estatísticas iguais a Wendy e Nancy. Vencer o jogo Truque desbloqueia ele.
Mr. Dog , dublado por Kōichi Tochika (japonês), Ari Rossi (Inglês) Mr. Dog é um velho tipo bem conhecido. Como no jogo anterior, ele corre as lojas de tabuleiro na neve Town.O personagem mais rápido no jogo amarrado com Tommy, o Sr. cão tem problemas para navegar voltas simples ou saltando lacunas triviais no curso, provavelmente devido ao seu peso. Quando o jogo do tiro é vencer, ele será desbloqueado.

## Plot (Story Mode)

### Capítulos
O jogo se passa na Cidade da Neve (Snow Town). É a cidade natal dos protagonistas, e segue a vida de Slash, Nancy, Jam, Linda, Tommy e Wendy. O modo história (Story Mode) mostra suas vidas diárias, com eles tentando chegar à escola no horário, trabalhando parcialmente entregando jornais e participando de festivais manobras; fora as aventuras contada em cada pista no decorrer do jogo.
No primeiro capítulo da história entitulado: "Entre, Damien" (Enter Damien) uma criança demônio inteligente mas desajeitado chamado Damien surge da neve na cidade e no decorrer do jogo tenta constante sabotar as atividades das outras crianças. No entanto, as crianças permanecem alheios à sua presença na maioria das vezes, com seus planos constantemente se voltando para ele, o que dá um toque de humor fenomenal para o enredo. Mas nesse capítulo sua primeira tentativa é arremessar a curta distância uma bomba que ele tem a intenção de atingir as crianças, não calculando a força necessária para o arremesso, ele a lança muito próximo dele e não se dando conta do perigo à tempo de fugir, ela explode e o derruba fazendo com que ele permaneça inconsciente por horas. Depois de você vencer a corrida (em primeiro lugar) segue a continuação da história; enfim Damien acorda à tarde, durante o por do sol, quando o grupo está retornando da montanha ensolarada (Sunny Mountain) e fica furioso com as crianças.
No segundo capítulo entitulado: "Piquenique na Ilha da Tartaruga" (Picnic On Turtle Island) Damien segue as crianças até a ilha da tartaruga (Turtle Island) onde ele tenta estragar o piquenique na praia, ele da umas batidas no casco de um siri e o mesmo começa ir em direção das crianças que estão esperando Linda chegar para começar a correr, Slash avista o animal e curioso tenta fazer carinho, porém o siri ataca sua mão com as garras, Jam começa a rir dele e a Nancy faz um som de decepção ao mesmo tempo Wendy avista Linda chegando animada e Jam grita para o grupo "vamos começar a corrida" e ninguém se importa de ajudar Slash que continua com siri preso a mão pulando de dor, quando enfim ele toma coragem e arremessa o siri com toda a força de volta pela direção que ele veio caindo direto na cabeça de Damien que fica desesperado correndo em círculos. Depois de você vencer a corrida (em primeiro lugar) segue a continuação da história; as crianças acham um baú de tesouro, muito animados: Slash, Jam e Tommy pulam de alegria imaginando ter ouro e jóias preciosas dentro do baú, Slash levanta o baú e começa a balançar ele no ar para ouvir o barulho do que está dentro e Linda tem dúvidas quanto a isso, ao mesmo tempo Jam grita: Hey! E Slash balança novamente o baú no ar, após ouvir o som do interior novamente Linda balança a cabeça com gesto negativo insinuando que o baú não contém nada de valor. Furioso Slash luta o baú para longe, indo em direção a Damien que o avista e começar a gritar e correr desesperado tentando fugir mas o baú o acerta em cheio e ele é esmagado enquanto ao mesmo tempo o baú se abre e revela que no seu interior avia um mecanismo com molas preso a um boneco com a língua para fora para assustar quem o abrisse ao mesmo tempo debochando, clássica pegadinha.
Quando Damien não está tentando causar problemas, as crianças conseguem fazer isso por si mesmos. 
No terceiro capítulo entitulado: "Missão: Boneco de neve." (Mission: Snowman.)  as crianças decidem ter um concorrência bonecos de neve, meninos versus meninas. Barra fica brava quando ele percebe que as meninas 'boneco de neve é muito maior do que os rapazes. Ele destrói boneco de neve das meninas, fazendo Linda, Nancy e Wendy furioso. Eles desafiá-lo para uma corrida ao redor de Jingle Town. Após a corrida, Wendy ativa seu Robot boneco de neve para perseguir os rapazes, enquanto Linda relógios, chocado. Após o Robot boneco de neve é derrotado, Wendy caminha enquanto as crianças estão comemorando, e reconstrói-lo. Os outros correm em pânico, deixando-a confusa.
É um dia de verão em "Oh m'gosh! Nós somos minúsculos!" , E Wendy convida seus amigos para sua casa. Quando eles chegam, ela mostra sua nova invenção, o que parece bastante simples, até que ela usa-lo a encolher todos, para que eles possam correr ao redor de seu mobiliário. Todas as crianças gostam da ideia, e a corrida em começos da casa de Wendy. Após a corrida, todo mundo está conversando quando Tommy vê um pedaço de queijo em uma ratoeira e tenta levá-la. Ele acaba preso pela armadilha, e as outras crianças ajudá-lo. Ele pede desculpas, e todos riem juntos.
É aniversário de Linda em "Happy Birthday!" , E ela decide dar uma grande festa para ela Castle. Nancy e Wendy chegar com presentes, e Linda é absolutamente feliz até que as meninas notar os meninos em uma mesa próxima, comer todos os alimentos. Linda corre atrás deles, e uma corrida ao redor do Castelo começa. Após a corrida, o corredor principal do Castelo de Linda é destruído, para desgosto de Linda. Slash e Jam esgueirar-se atrás dela e começar a rir. Ela fica com raiva de novo e os persegue.Nancy e Wendy notar que Tommy está devorando o bolo, e Nancy percebe uma figura azul estranho (que na verdade é Damien) achatada sob ele.
Nancy está saindo com Tommy e Wendy em "Localizar a borboleta lendário" , quando ela percebe uma borboleta rara, amarelo e persegue-o até que ela vai além de seu alcance. Linda aparece e oferece ajuda. Eles perseguem a borboleta no helicóptero de Linda e deixar Slash e Jam trás. A borboleta voa para Crazy Jungle, atado pelo helicóptero, que está sendo perseguido por Slash e Jam. Os dois rapazes, finalmente, chegar à selva, exausto, enquanto os outros estão olhando para a borboleta. Depois de uma corrida, Nancy está se regozijando com algumas borboletas quando um Dinousaur aparece. As crianças vencê-lo na corrida e ele foge. Eles celebram juntos como muitas borboletas amarelas e rosa aparecer.
Em "Space Tour" , as crianças já estão de volta a partir da Selva e encontram-se no local habitual, onde Wendy convida a todos para uma viagem em sua nave espacial. Eles voam para Starlight estrada e têm uma grande corrida de tempo lá, até que é hora de voltar para casa. Damien, que tinha furtivamente no navio despercebido pelos outros, está olhando para eles. Horrorizado, ele vê a nave decolar sem ele, e é deixado sozinho no espaço exterior.
De volta a Terra, é "Halloween Night" , e as crianças decidem explorar uma casa assombrada. Slash e Jam está animado para entrar, enquanto Nancy e Tommy não quer entrar, e Linda e Wendy são apenas curiosos. No final, todas as crianças entram (Nancy e Tommy são forçados pelos Jam), seguido por Damien, que de alguma forma conseguiu retornar de Starlight estrada. A porta da casa fecha por si só com um som assustador depois Damien entra. Após a corrida, as crianças estão aterrorizadas pela casa, e fazer o seu caminho para fora. Wendy decide trancar a porta, impedindo a casa de abrir novamente. Sem saber da presença de Damien, as crianças acabam bloqueando-o para dentro.
"A Vingança de Damien" é o capítulo final da história. Algum tempo se passou desde que o incidente Halloween. Damien está em pé sozinho no local onde as crianças costumam sair, quando Nancy aparece e cumprimenta seus amigos, que estão fora da tela. Damien entende que a saudação é para ele, e cumprimenta Nancy volta, apenas para ser ignorado. Slash e Tommy é então visto perseguido por um Linda irritado, que corre ao longo de Damien e o derruba. Isso desencadeia sua ira, e ele desafia as crianças para uma corrida ao redor Ice Land, estabelecendo assim a sua vingança em movimento. 
Depois de perder a corrida, Damien está longe de ser visto e Nancy chama para ele, cercado por outras crianças. De repente, Damien parece controlar um robô grande tendo sua imagem, e desafia as crianças novamente. Eles destroem seu robô e ganhar a corrida. Damien começa a chorar em desespero e Nancy tenta acalmá-lo, enquanto Wendy convence Corte para fazer uma oferta de paz. Damien e as crianças rir juntos com o que tinha acontecido, e o menino demônio traz um presente para elas. Como as crianças se reúnem em torno dele, ele lentamente se afasta. O presente revela-se como uma bomba, que explode e derruba as crianças. Irritado, eles começam a persegui-lo, enquanto Damien foge, rindo de seu primeiro plano que efectivamente trabalhadas.

### Capítulos extras
Há um capítulo extra para cada jogo de habilidade.
Ah não! Estou atrasado !!! : Os rapazes só perdeu o ônibus escolar e não pode ser atrasado para a escola. Em seguida, as meninas, que também perdeu o ônibus, correm por eles em suas placas, usando foguetes para recuperar o atraso com o ônibus. O efeito dos foguetes desgastar assim como eles foram aproximar-se com o ônibus, e eles vêem os meninos correm atrás do ônibus, usando os fãs em suas placas. Esta cena começa o jogo velocidade .
Newspaper Entrega : Nancy, Linda, Tommy e Wendy estão penduradas em torno do lugar habitual, quando Jam passa, entrega de jornais como um trabalho a tempo parcial.As crianças estão espantado ao ver Jam perfeitamente lançar um jornal em uma caixa de correio de uma distância. Então, Slash passa com os jornais. Eles esperam um feito tão incrível dele, quando ele perde a caixa de correio foi alvo e acidentalmente atinge o rosto de Linda com o jornal. Ela fica louca e começar a correr atrás dele. Após esta cena, o jogo do tiro vai começar.
Vamos começar a festa truque ":! ... As crianças estão assistindo treinador realizar truques muito legal na abertura do festival truque Eles estão impressionados com seus movimentos e dar-lhe uma ovação Impressionado, Tommy e Slash decidir imitá-lo Eles, no entanto, perder o controle de suas placas, e acabam colidindo. Isso inicia o jogo de truque .

## Cursos
Snowboard Kids 2 apresenta 11 cursos com quatro temas diferentes:. Inverno, Verão, Dia das Bruxas e Espaço ensolarado da montanha , tinir Cidade , Ice Land , Rua Snowboard e X-Course são de neve, campos de Inverno-temático. Turtle Island , que é definido em um ilha tropical e subaquática, é um curso temático-verão ao lado de Wendy House e Crazy Jungle . Starlight estrada e Haunted House são os únicos campos de espaço e de Halloween-temáticos, respectivamente. Castelo de Linda , apesar de ter uma paisagem semelhante à da Grass Valley a partir da jogo anterior, é um curso temático-Inverno.
No modo Story, há três estágios do chefe , onde a competição é contra um chefe, em vez de personagens regulares. O Robot boneco de neve está travada em tinir Cidade; a corrida contra o dinossauro é definido em Crazy Jungle; e Damien Robot é lutou no Ice Land. Todos os três corridas chefe acontecer durante a noite e, no caso de Damien Robot, em meados de uma tempestade de neve e neblina. No Battle Mode, estas faixas especiais ainda aparecem e pode ser correu em faixas como regulares em vez de Estágios chefe. Além disso, Ice Land é a única pista onde Damien, Mr. Dog and Coach aparecerá como pilotos de CPU: em regular de Ice Land, Damien ocupa a quarta posição do jogador. Na chefe Stage Ice Land, o treinador, o Sr. Cão e Damien vai ocupar a segunda, terceira e quarta posições dos jogadores, respectivamente.
Para os Jogos de Habilidade, Snowboard Street ea X-Course são usados. A velocidade e atirar jogos acontecem no Snowboard Street. Truque Jogo, bem como o modo de treino, acontece no X-Course. Assim como os estágios do chefe, estes cursos de habilidade pode ser usada como cursos de corrida regulares.